# José Manuel Durán
José Manuel Durán Pérez est un boxeur espagnol né le 9 octobre 1945 à Madrid.

## Carrière
Champion d'Espagne puis d'Europe EBU des super-welters en 1973 et 1974, il devient champion du monde WBA de la catégorie le 18 mai 1976 après sa victoire par KO au 14e round contre le japonais Koichi Wajima. Castellini perd sa ceinture dès le combat suivant face à Miguel Angel Castellini le 8 octobre 1976 et met un terme à sa carrière en 1978 après une autre défaite contre Rocky Mattioli sur un bilan de 63 victoires, 7 défaites et 9 matchs nuls.